# 劉仕賢
劉仕賢（1488年—？年），字以道，號仰峯，江西南昌府南昌縣人，明朝政治人物。

## 生平
嘉靖四年（1525年）乙酉科江西鄉試第五十一名舉人，十一年（1532年）壬辰科会试第一百一名，第三甲第一百四十四名進士。通政司觀政，授中书舍人，十四年十一月陞贵州道試御史，十五年五月實授，累官廣東僉事，卒。

## 家族
曾祖劉傑勝；祖劉伯拱，贈工部主事；父劉廷重，工部郎中；母王氏（封安人）。慈侍下，妻熊氏，繼妻唐氏；葛氏；弟仕貴（衛吏目）；仕資；仕賛，子曰虞；曰虛；曰睿。